# Lepanthes navicularis
Lepanthes navicularis är en orkidéart som beskrevs av Carlyle August Luer. Lepanthes navicularis ingår i släktet Lepanthes och familjen orkidéer. Inga underarter finns listade i Catalogue of Life.